# 横塘水库
横塘水库是中国广西壮族自治区贺州市富川瑶族自治县境内的一座水库，位于贺江支流毛家河上，建于1959年。水库正常库容为906万立方米，平均水深为7.00米，集雨面积为97平方千米，海拔为217.42米。